# Malte Rolf
Malte Rolf (* 24. März 1970 in Bremen) ist ein deutscher Historiker, der sich insbesondere mit der mittel- und osteuropäischen Zeitgeschichte befasst. Ab Anfang 2012 war er Inhaber der Professur für Geschichte Mittel- und Osteuropas an der Otto-Friedrich-Universität Bamberg. Zum 1. September 2018 wechselte er an die Carl von Ossietzky Universität Oldenburg auf die Professur für Geschichte Europas der Neuzeit mit Schwerpunkt Osteuropa.

## Leben und Wirken
Nach dem Abitur studierte der gebürtige Bremer die Fächer Geschichte, Germanistik und Russisch an der Eberhard-Karls-Universität Tübingen. Ab 1994 setzte er sein Studium an der Humboldt-Universität zu Berlin fort, das er 2000 mit dem Staatsexamen abschloss. Im Jahr 2004 wurde Rolf an der Universität Tübingen mit einer Arbeit zum sowjetischen Massenfest promoviert. Die Dissertation wurde mehrfach ausgezeichnet und in mehrere Sprachen übersetzt. Ab 2007 war er Inhaber der Juniorprofessur für Kulturgeschichte Mittel- und Osteuropas an der Universität Bremen, bevor er 2012 an der Humboldt-Universität habilitiert wurde. In seiner Habilitationsschrift, die u. a. von der Deutschen Forschungsgemeinschaft gefördert wurde, befasste er sich mit dem Verhältnis des Königreichs Polen zum russischen Zarenreich zwischen 1865 und 1915.
Neben anderen Tätigkeiten ist Rolf Mitherausgeber der Zeitschrift Forschungen zur osteuropäischen Geschichte des Harrassowitz-Verlags sowie Leiter der Bamberger Zweigstelle der Deutschen Gesellschaft für Osteuropakunde. Zudem ist er z. Zt. Vorsitzender der Prüfungsausschüsse für den Bachelor- und Masterstudiengang Geschichte der Universität Bamberg. Zu seinen Forschungsschwerpunkten zählen die neuere Geschichte Polens, die sowjetisch-polnischen Beziehungen vor und während der Existenz der Sowjetunion, Massenfest- und Rauscherlebnisse in (osteuropäischen) Diktaturen sowie Utopien verschiedener Art in den ehemaligen Sowjetrepubliken u. a.

## Schriften (Auswahl)
Monographien
- Das sowjetische Massenfest. Hamburg 2006 (Dissertation), ISBN 978-3-936096-63-7.
- Imperiale Herrschaft im Weichselland. Das Königreich Polen im Russischen Imperium (1864–1915) (= Ordnungssysteme. Studien zur Ideengeschichte der Neuzeit. Band 43), München 2014 (Habilitationsschrift), ISBN 978-3-11-034537-7.
- Rządy imperialne w Kraju Nadwiślańskim. Królestwo Polskie i cesarstwo rosyjskie (1864–1915). Warschau 2016, ISBN 978-8-323-52572-1.

Herausgeberschaften
- mit Árpád von Klimó: Rausch und Diktatur. Inszenierung, Mobilisierung und Kontrolle in totalitären Systemen. Campus Verlag, Frankfurt am Main 2006, ISBN 3-593-38206-7.